# Lalandia Søndervig
Lalandia Søndervig er et dansk feriecenter i Søndervig i Vestjylland, der åbnede i juni 2022. Det er den tredje park Lalandia-park i Danmark, hvor de to første var Lalandia Rødby og Lalandia Billund.
Lalandia Søndervig parken i Søndervig mod syd i krydset mellem klitvejen (Houvig Klitvej, rute 181) og landevejen, primærrute 15, mod Ringkøbing, og strækker sig herfra nordpå.
Parken rummer dels et stort forlystelsesområde på ca 15.000 m² med et vandland, butikker, legeområder og en række cafeer og restauranter, samt 483 ferieboliger.